# Navaria, Pustomîtî
Navaria (în ucraineană Наварія) este un sat în orașul raional Pustomîtî din regiunea Liov, Ucraina.

## Demografie
Componența lingvistică a localității Navaria
     Ucraineană (98,46%)
     Rusă (1,41%)
Conform recensământului din 2001, majoritatea populației localității Navaria era vorbitoare de ucraineană (98,46%), existând în minoritate și vorbitori de rusă (1,41%).